# Pygora pygidialis
Pygora pygidialis är en skalbaggsart som beskrevs av Moser 1911. Pygora pygidialis ingår i släktet Pygora och familjen Cetoniidae. Inga underarter finns listade i Catalogue of Life.